# Danemark aux Jeux olympiques de 1896
Trois sportifs danois ont participé aux premiers Jeux olympiques d'été à Athènes. Deux de ces athlètes ont permis au Danemark de remporter une médaille d'or, deux d'argent et trois de bronze. Viggo Jensen remportait une médaille de chaque métal, Holger Nielsen une médaille d'argent et deux de bronze, alors qu'Eugen Schmidt restait bredouille. Le tir sportif et l'haltérophilie furent les sports les plus prolifiques des Danois à ces Jeux.

## Liste des médaillés danois

### Médailles d'or
| Sport              | Discipline                | Sportifs     | Performance |
| Médailles d'or : 1 |                           |              |             |
| Haltérophilie      | Poids lourd - à deux bras | Viggo Jensen | 111,5 kg    |

### Médailles d'argent
| Sport                  | Discipline              | Sportifs       | Performance |
| Médailles d'argent : 2 |                         |                |             |
| Haltérophilie          | Poids lourd - à un bras | Viggo Jensen   | 57 kg       |
| Tir                    | Pistolet à 50 m         | Holger Nielsen | 285 pts     |

### Médailles de bronze
| Sport                   | Discipline                    | Sportifs       | Performance          |
| Médailles de bronze : 3 |                               |                |                      |
| Escrime                 | Sabre                         | Holger Nielsen |                      |
| Tir                     | Carabine d'ordonnance à 300 m | Viggo Jensen   | 1305 pts             |
| Tir                     | Pistolet feu rapide à 25 m    | Holger Nielsen | Performance inconnue |

## Engagés danois par sport

### Athlétisme
Les trois athlètes danois ont participé et eu peu de succès sur 100 m et au lancer du disque. La quatrième place de Viggo Jensen au lancer du poids fut le résultat le plus proche d'un podium.
| Discipline       | Rang        | Sportifs       | Performance                               |
| 100 m            | 4e en série | Eugen Schmidt  | Temps inconnu Non qualifié pour la finale |
| Lancer du poids  | 4e          | Viggo Jensen   | Performance inconnue                      |
| Lancer du disque | 5-9e place  | Viggo Jensen   | Performance inconnue                      |
| Lancer du disque | 5-9e place  | Holger Nielsen | Performance inconnue                      |

### Escrime
Nielsen a remporté l'une de ses deux médailles en escrime, en sabre avec deux victoires pour deux défaites.
| Discipline | Rang                                | Sportifs       | Performance                |
| Sabre      | Médaille de bronze, Jeux olympiques | Holger Nielsen | 2 victoire pour 2 défaites |

### Gymnastique
| Discipline        | Rang | Sportifs     | Performance          |
| Montée à la corde | 4e   | Viggo Jensen | Performance inconnue |

### Haltérophilie
Jensen était à égalité avec Launceston Elliot dans la première épreuve, à deux mains. Le prince Georges de Grèce, juge de l'épreuve, décida que Jensen a soulevé les 111,5 kg avec un meilleur style qu'Elliot et lui attribua l'or. Dans la deuxième épreuve, Jensen avec 57 kg se contentait de la deuxième place derrière Elliot.
| Discipline                | Rang                               | Sportifs     | Performance |
| Poids lourd - à deux bras | Médaille d'or, Jeux olympiques     | Viggo Jensen | 111,5 kg    |
| Poids lourd - à un bras   | Médaille d'argent, Jeux olympiques | Viggo Jensen | 57 kg       |

### Tir
Jensen et Nielsen ont chacun remporté une médaille de bronze lors des compétitions de tir, Nielsen gagnait encore une d'argent. Jensen spécialiste de la carabine se classait sixième et troisième.
Nielsen ne terminait pas sa compétition à la carabine mais remporta ses deux médailles au tir au pistolet et se classait cinquième dans la dernière compétition.
| Discipline                    | Rang                                | Sportifs       | Performance                         |
| Carabine d'ordonnance à 200 m | 6e                                  | Viggo Jensen   | 1640 points en 30 coups             |
| Carabine d'ordonnance à 200 m | 12e                                 | Eugen Schmidt  | 845 points en 12 coups              |
| Carabine d'ordonnance à 200 m | -                                   | Holger Nielsen | a abandonné                         |
| Carabine d'ordonnance à 300 m | Médaille de bronze, Jeux olympiques | Viggo Jensen   | 1305 points en 31 coups             |
| Pistolet d'ordonnance à 25 m  | 5e                                  | Holger Nielsen | Performance inconnue                |
| Pistolet feu rapide à 25 m    | Médaille de bronze, Jeux olympiques | Holger Nielsen | Performance inconnue                |
| Pistolet à 50 m               | Médaille d'argent, Jeux olympiques  | Holger Nielsen | 285 points, nombre de coups inconnu |

## Sources
- Lampros, S.P.; Polites, N.G.; De Coubertin, Pierre; Philemon, P.J.; & Anninos, C., The Olympic Games: BC 776 - AD 1896, Athènes, Charles Beck, 1897 ()
- Bill Mallon et Ture Widlund, The 1896 Olympic Games. Results for All Competitors in All Events, with Commentary, Jefferson, McFarland, 1998,  (ISBN 0-7864-0379-9) ()